# Lobelia martagon
Lobelia martagon är en klockväxtart som först beskrevs av August Heinrich Rudolf Grisebach, och fick sitt nu gällande namn av Albert Spear Hitchcock. Lobelia martagon ingår i släktet lobelior, och familjen klockväxter.
Artens utbredningsområde är Jamaica. Inga underarter finns listade i Catalogue of Life.